# Phaius occidentalis
Phaius occidentalis är en orkidéart som beskrevs av Rudolf Schlechter. Phaius occidentalis ingår i släktet Phaius och familjen orkidéer. Inga underarter finns listade i Catalogue of Life.